# 10046 Creighton
10046 Creighton este un asteroid din centura principală, descoperit pe 2 mai 1986, de INAS.